# Forever Warriors, Forever United
Forever Warriors, Forever United je dvacáté studiové album německé heavymetalové zpěvačky Doro Pesch. Vydáno bylo 17. srpna 2018 u společnosti Nuclear Blast. Deska obsahuje celkem 2 CD; dohromady 25 písní. Skládání písní probíhalo průběžně během let 2016–2018, stejně tak jako nahrávání. Díky tomu bylo užito několik hudebních studií; v Solingenu, Hamburku a New Yorku. Album produkoval Andreas Bruhn, přebal desky vytvořil irský umělec Geoffrey Gillespi. Kromě Doro se na ní podíleli také kytaristé Doug Aldrich a Tommy Bolan. Jako hosté pak byli na nahrávání pozváni zpěvák Johan Hegg či Helge Schneider, jenž nahrál saxofonové sólo.

## Seznam skladeb
| CD 1: Forever Warriors | CD 1: Forever Warriors                        | CD 1: Forever Warriors |
| Pořadí                 | Název                                         | Délka                  |
| ---------------------- | --------------------------------------------- | ---------------------- |
| 1.                     | All for Metal                                 | 4:02                   |
| 2.                     | Bastardos                                     | 3:48                   |
| 3.                     | If I Can't Have You – No One Will             | 5:09                   |
| 4.                     | Soldiers of Metal                             | 4:39                   |
| 5.                     | Turn It Up                                    | 3:23                   |
| 6.                     | Blood, Sweat and Rock 'n' Roll                | 4:23                   |
| 7.                     | Don't Break My Heart Again (Whitesnake cover) | 4:21                   |
| 8.                     | Love's Gone to Hell                           | 4:16                   |
| 9.                     | Freunde fürs Leben                            | 3:53                   |
| 10.                    | Backstage to Heaven                           | 3:40                   |
| 11.                    | Be Strong                                     | 3:03                   |
| 12.                    | Black Ballad                                  | 5:45                   |
| 13.                    | Bring My Hero Back Home Again                 | 2:33                   |
| Celková délka:         | Celková délka:                                | 52:54                  |

| CD 2: Forever United | CD 2: Forever United                | CD 2: Forever United |
| Pořadí               | Název                               | Délka                |
| -------------------- | ----------------------------------- | -------------------- |
| 1.                   | Résistance                          | 3:15                 |
| 2.                   | Lift Me Up                          | 4:50                 |
| 3.                   | Heartbroken                         | 4:40                 |
| 4.                   | It Cuts So Deep                     | 5:17                 |
| 5.                   | Love Is a Sin                       | 4:09                 |
| 6.                   | Living Life to the Fullest          | 4:39                 |
| 7.                   | 1000 Years                          | 4:44                 |
| 8.                   | Fight Through the Fire              | 3:47                 |
| 9.                   | Lost in the Ozone (Motörhead cover) | 3:27                 |
| 10.                  | Caruso                              | 3:33                 |
| 11.                  | Tra Como e Coriovallum              | 2:40                 |
| 12.                  | Metal Is My Alcohol                 | 2:09                 |
| Celková délka:       | Celková délka:                      | 47:10                |

## Obsazení
- Doro Pesch – zpěv
- Doug Aldrich – kytara
- Tommy Bolan – kytara

Hosté
- Johan Hegg – zpěv
- Helge Schneider – saxofon

Technická podpora
- Andreas Bruhn – produkce
- Geoffrey Gillespie – přebal alba
- David Havlena – natáčení videoklipů